# Massiva (pretendent)
Massiva va ser un príncep de Numídia, fill de Gulussa i net de Masinissa I.
Quan es va repartir el regne l'any 118 aC entre Adhèrbal de Numídia i Jugurta, es va posar al costat d'Adhèrbal. Jugurta va conquerir la ciutat de Cirta, on Adhèrbal s'havia fet fort per fugir de les ambicions del seu cosí. Adhèrbal va morir l'any 112 aC i Massiva va fugir a Roma.
L'any 111 aC Jugurta també va anar a Roma i Massiva, aprofitant la desfavorable acollida que li va fer el senat romà, i amb el suport del cònsol Espuri Albí, va començar a presentar la seva reclamació al tron de Numídia. Aquestes pretensions van alarmar a Jugurta que per mitjà del seu cap dels serveis secrets, Bomilcar, el va matar. Això va provocar l'inici de la segona fase de la guerra de Jugurta, l'any 110 aC.